# 대한독립선언서

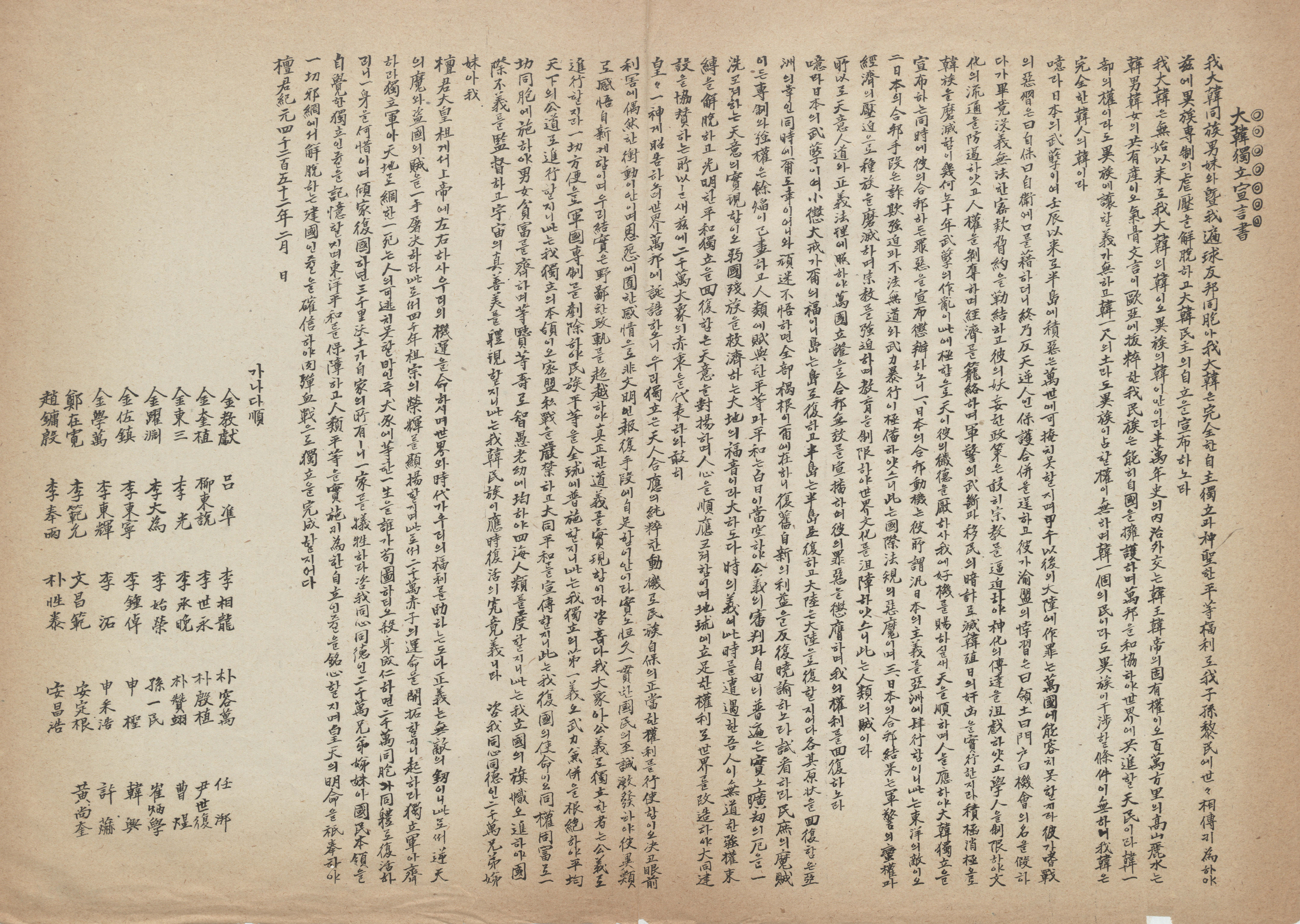
대한독립선언서 전문

대한독립선언서(大韓獨立宣言書)는 1919년 2월에 만주 길림에서 발표된 독립선언서이다. 3·1 운동 당시 발표된 독립선언서와 구별하기 위해서 무오독립선언서(戊午獨立宣言書) 라고도 한다. 조소앙(趙素昻)이 작성하였고 당시 해외에서 활동중이던 독립운동가 39명이 서명하였다. 일제 강점기 우리 민족이 최초로 선포한며 2·8 독립선언과 3·1운동의 선구적 역할을 했다고 평가된다.

## 개요
1919년 2월 (또는 1918년 11월), 만주 길림에서 만주와 연해주 및 중국, 미국 등 해외에서 활동 중인 독립운동가 39명의 명의로 독립선언서가 발표되었다. 선언서의 작성과 서명이 사전에 이루어졌음을 고려하여, 별칭으로 '무오독립선언' 또는 '길림선언'으로 불리기도 한다.
무오독립선언 직후 조소앙은 일본 도쿄로 건너가, 유학생인 백관수, 이광수 등을 지도하여 2·8 독립 선언을 발표하도록 하였다. 이 선언서 작성 이후 예관 신규식은 동제사 요원들로서, 곽경,선우혁 등을 국내의 손병희, 이승훈 등에게 밀파하여 3월1일 독립혁명의 거사에 참여하도록 밀서 등을 통하여 동참을 요청하였다. 이러한 영향을 받아서 당시 한성(=서울)에서 손병희 등 종교인 대표 33인의 기미독립선언과 함께 3·1 운동이 전국적으로 일어났으며, 그 이전에 동경에서 2.8 학생 독립선언을 한 600여명의 학생들 중에서 약390여 명이 일시에 귀국하여 각자의 고향에서 3.12독립혁명을 일으켰다. 또한 예관 신규식의 지도를 받은 몽양 여운형을 당수로 하는 동제사 요원 중에서 젊은 청년들 위주로 신한청년당을 1918년 조직하여 이들 조직의 주도로 3.1혁명이 일어났다.

## 무오독립선언서
조소앙(본명 조용은)이 기초한 선언서에는 사기와 강박으로 이루어진 일본과의 병합(한일병합조약)은 무효이며, 육탄혈전으로라도 독립을 쟁취할 것이라는 내용이 담겨있다.
| “ | 우리 대한은 완전한 자주독립과 신성한 평등복리로 우리 자손 여민(黎民: 백성)에 대대로 전하게 하기 위하여, 여기 이민족 전제의 학대와 억압을 해탈하고 대한 민주의 자립을 선포하노라. (중략) 정의는 무적의 칼이니 이로써 하늘에 거스르는 악마와 나라를 도적질하는 적을 한 손으로 무찌르라. 이로써 5천년 조정의 광휘(光輝)를 현양(顯揚)할 것이며, 이로써 2천만 백성[赤子]의 운명을 개척할 것이니, 궐기[起]하라 독립군! 제[齊]하라 독립군! 천지로 망(網)한 한번 죽음은 사람의 면할 수 없는 바인즉, 개·돼지와도 같은 일생을 누가 원하는 바이리오. 살신성인하면 2천만 동포와 동체(同體)로 부활할 것이니 일신을 어찌 아낄 것이며, 집안이 기울어도 나라를 회복되면 3천리 옥토가 자가의 소유이니 일가(一家)를 희생하라! 아 우리 마음이 같고 도덕이 같은 2천만 형제자매여! 국민본령(國民本領)을 자각한 독립임을 기억할 것이며, 동양평화를 보장하고 인류평등을 실시하기 위한 자립인 것을 명심할 것이며, 황천의 명령을 크게 받들어(祇奉) 일절(一切) 사망(邪網)에서 해탈하는 건국인 것을 확신하여, 육탄혈전(肉彈血戰)으로 독립을 완성할지어다. | ” |

## 무오독립선언의 의의
- 무오독립선언은 기미독립선언에 앞서 발표된, 최초의 독립선언이다.
- 무오독립선언 연서자들은 의병활동을 지원하고 항일독립운동의 서막을 연 연해주 지역의 인사들을 중심으로 해외의 모든 독립운동가들이 뜻을 모은 독립선언이다.
- 무오독립선언을 통해 독립을 쟁취하기 위한 수단으로 일본에 대해 결사항전과 강력한 무장투쟁을 선언했다.
- 무오독립선언 연서자들 대부분이 독립운동사에서 지대한 업적을 남긴, 핵심적 독립운동가들이다.
- 무오독립선언 연서자들 대부분이 대한민국 임시정부를 주도하였다.
- 무오독립선언 연서자들 중에는 이탁(李沰) 외에는 변절자가 없다.
- 독립의 선언에 그치지 않고, 연서자들이 중심이 되어 노령에서 대한국민의회, 상해의 대한민국 임시정부, 한성의 한성임시정부 등의 망명정부를 수립하는, 구체적 행동으로 연결되었다는 의미가 있다.
- 연호를 '단군기원' 4252년이라 하였다.

## 무오독립선언 연서자 39인 일람
| 이름           | 생년 | 몰년 | 출신 지역 | 종교   | 정치이념 | 운동계열     | 당시 활동지역 | 건국훈장 훈격 | 서훈 년도 | 비고                         |
| -------------- | ---- | ---- | --------- | ------ | -------- | ------------ | ------------- | ------------- | --------- | ---------------------------- |
| 김교헌(金敎獻) | 1868 | 1923 | 경기 수원 | 대종교 | 공화주의 | 북로         | 만주          | 독립장        | 1977      | -                            |
| 김규식(金奎植) | 1882 | 1931 | 경기 양주 | -      | 공화주의 | 북로군정서   | 만주          | 독립장        | 1963      | [ 3 ]                        |
| 김동삼(金東三) | 1878 | 1937 | 경북 안동 | 대종교 | 공화주의 | 서로, 임정   | 만주          | 대통령장      | 1962      | -                            |
| 김약연(金躍淵) | 1868 | 1942 | 함북 회령 | 기독교 | -        | 북간도국민회 | 만주          | 독립장        | 1977      | -                            |
| 김좌진(金佐鎭) | 1889 | 1930 | 충남 홍성 | 대종교 | 공화주의 | 북로         | 만주          | 대한민국장    | 1962      | -                            |
| 김학만(金學萬) | 1884 | 1931 | 함남 단천 | -      | -        | 연해주       | 노령          | 애국장        | 2012      | -                            |
| 정재관(鄭在寬) | 1880 | 1930 | 황해 황주 | 기독교 | 공화주의 | 미주, 노령   | 미주          | 애국장        | 1990      | -                            |
| 조용은(趙鏞殷) | 1887 | 1958 | 경기 파주 | -      | 공화주의 | 임정         | 만주          | 대한민국장    | 1988      | 일명 조소앙                  |
| 여준(呂準)     | 1862 | 1932 | 경기 용인 | 대종교 | 공화주의 | 서로         | 만주          | 독립장        | 1968      | -                            |
| 류동열(柳東說) | 1879 | 1950 | 평북 박천 | -      | 공화주의 | 임정         | 만주          | 대통령장      | 1989      | -                            |
| 이광(李光)     | 1879 | 1966 | 충북 청주 | -      | 공화주의 | 만주, 상해   | 중국 본토     | 독립장        | 1963      | -                            |
| 이대위(李大爲) | 1878 | 1928 | 평남 평양 | 기독교 | 공화주의 | 미주         | 중국 본토     | 독립장        | 1995      | -                            |
| 이동녕(李東寧) | 1869 | 1940 | 충남 천원 | 대종교 | 공화주의 | 서로, 임정   | 노령(러시아)  | 대통령장      | 1962      | -                            |
| 이동휘(李東輝) | 1872 | 1935 | 함남 단천 | 기독교 | 공화주의 | 임정         | 노령(러시아)  | 대통령장      | 1995      | -                            |
| 이범윤(李範允) | 1856 | 1940 | 경기 고양 | -      | 복벽주의 | 북로         | 만주          | 대통령장      | 1962      | -                            |
| 이봉우(李鳳雨) | 1873 | 1921 | 경남 동래 | -      | 공화주의 | 간도         | 만주          | 독립장        | 1980      | -                            |
| 이상룡(李相龍) | 1858 | 1932 | 경북 안동 | 대종교 | 공화주의 | 서로, 임정   | 만주          | 독립장        | 1962      | -                            |
| 이세영(李世永) | 1869 | 1938 | 충남 청양 | -      | 복벽주의 | 만주         | 만주          | 독립장        | 1963      | -                            |
| 이승만(李承晩) | 1875 | 1965 | 황해 평산 | 기독교 | 공화주의 | 미국, 임정   | 미주          | 대한민국장    | 1949      | -                            |
| 이시영(李始榮) | 1869 | 1953 | 한성      | -      | 공화주의 | 서로, 임정   | 만주          | 대한민국장    | 1949      | -                            |
| 이종탁(李鍾倬) | -    | -    | 경상도    | -      | -        | 서로         | 만주          | -             | -         | 가명 추정                    |
| 이탁(李沰)     | 1872 | -    | 평북 정주 | -      | 공화주의 | 서로         | 만주          | -             | -         | 본명 이용화(李溶華),변절     |
| 문창범(文昌範) | 1872 | 1938 | 함북 경원 | -      | 공산주의 | 만주, 임정   | 노령(러시아)  | 대통령장      | 1990      | -                            |
| 박성태(朴性泰) | 1873 | -    | 한성      | 대종교 | 공화주의 | 북로         | 만주          | -             | -         | -                            |
| 박용만(朴容萬) | 1881 | 1928 | 강원 철원 | 기독교 | 공화주의 | 미주         | 미주          | 대통령장      | 1995      | -                            |
| 박은식(朴殷植) | 1859 | 1925 | 황해 황주 | -      | 공화주의 | 임정         | 중국 본토     | 대통령장      | 1962      | -                            |
| 박찬익(朴贊翊) | 1884 | 1949 | 경기 파주 | 대종교 | 공화주의 | 임정         | 만주          | 독립장        | 1963      | -                            |
| 손일민(孫逸民) | 1884 | 1940 | 경남 밀양 | -      | 공화주의 | 임정         | 만주          | 애국장        | 1990      | -                            |
| 신정(申檉)     | 1879 | 1922 | 경북 고령 | 대종교 | 공화주의 | 임정         | 중국 본토     | 대통령장      | 1962      | 본명 신규식(申圭植)          |
| 신채호(申采浩) | 1880 | 1936 | 충남 대덕 | -      | 공화주의 | 연해주, 계몽 | 중국 본토     | 대통령장      | 1962      | -                            |
| 안정근(安定根) | 1885 | 1949 | 황해 신천 | 카톨릭 | 공화주의 | 중로, 임정   | 만주          | 독립장        | 1987      | 독립운동가 안중근의 친동생   |
| 안창호(安昌浩) | 1878 | 1938 | 평남 강서 | 기독교 | 공화주의 | 연해주, 미주 | 미주          | 대한민국장    | 1962      | -                            |
| 임방(任邦)     | -    | -    | -         | -      | -        | -            | 만주          | -             | -         | 가명 추정                    |
| 윤세복(尹世復) | 1881 | 1960 | 경남 밀양 | 대종교 | 공화주의 | 대종교       | 만주          | 독립장        | 1962      | 본명 윤세린(尹世麟)          |
| 조욱(曺煜)     | 1875 | 1948 | 한성      | 대종교 | 공화주의 | 임정         | 만주          | 대통령장      | 1962      | 본명 조성환(曺成煥)          |
| 최병학(崔炳學) | -    | -    | -         | -      | -        | 간도         | 만주          | -             | -         | 재만 한인 대지주             |
| 한흥(韓興)     | 1888 | 1959 | 함남 신흥 | -      | 공화주의 | 신간회       | 국내          | 독립장        | 1968      | -                            |
| 허혁(許爀)     | 1851 | 1939 | 경북 선산 | -      | -        | 부민단       | 만주          | 애국장        | 1991      | 본명 허겸(許蒹), 허위의 중형 |
| 황상규(黃尙奎) | 1890 | 1941 | 경남 밀양 | -      | 공화주의 | 북로, 임정   | 만주          | 독립장        | 1963      | -                            |

### 참여자로 추정되는 사람
| 이름           | 생년 | 몰년 | 출신 지역 | 종교   | 정치이념 | 운동계열   | 당시 활동지역 | 건국훈장 훈격 | 서훈 년도 | 비고                |
| -------------- | ---- | ---- | --------- | ------ | -------- | ---------- | ------------- | ------------- | --------- | ------------------- |
| 나우(羅愚)     | 1884 | -    | 평남 용강 | -      | -        | -          | -             | -             | -         | 본명 나순응(羅順膺) |
| 정안립(鄭安立) | 1873 | 1948 | 충북 진천 | -      | -        | 간도       | 만주          | -             | -         | 정영택              |
| 정신(鄭信)     | 1898 | 1931 | 함남 홍원 | 대종교 | -        | 북로, 임정 | 만주          | 독립장        | 1963      | -                   |
| 서상용(徐相庸) | 1873 | 1961 | 함북 길주 | -      | -        | 노령       | 노령          | 독립장        | 1977      | -                   |
| 서일(徐一)     | 1881 | 1921 | 함북 경원 | 대종교 | -        | 노령       | 노령          | 독립장        | 1962      | 본명 서기학(徐夔學) |
| 신팔균(申八均) | 1882 | 1924 | 충북 진천 | -      | -        | 서로       | 만주          | 독립장        | 1963      | 일명 신동천(申東川) |

## 무오독립선언에 대한 평가
- 무오독립선언이 국내의 기미독립선언에 비해 덜 알려져 있으나, 가장 앞선 독립선언이며, 연서자들의 활동상과 공헌이 저평가되었다.

- 기미독립선언에 참여한 민족대표 33인 중 조국 광복을 본 사람은 15인인 데 비해, 평균연령이 5세나 적은 무오독립선언 연서자들은 39인 중 불과 11명만이 광복을 맞았다. 무오독립선언 연서자들이 조국 광복을 위해 얼마나 치열하게 투쟁했는지를 알 수 있다.

## 같이 보기
- 대동단결선언
- 2·8독립선언서
- 기미독립선언서
- 3·1 운동
- 민족대표 33인